# Still Life (VdGG)
Still Life är det sjätte studioalbumet med progressiv rock-gruppen Van der Graaf Generator. Delar av albumet spelades in samtidigt som den föregående albumet Godbluff och resterande spelades in 12-25 januari 1976. Albumet släpptes i april 1976.

## Sättning
- Hugh Banton - Orglar, baspedaler, gitarrer, Mellotron, piano.
- Guy Evans - Trummor, slagverk.
- Peter Hammill - Sång, gitarr, piano.
- David Jackson - Saxofoner, flöjt.

## Låtlista
Om inte annat anges så är låtarna skrivna av Peter Hammill.

### Sida A
1. "Pilgrims" (Hammill, Jackson) - 7:12
2. "Still Life" - 7:24
3. "La Rossa" - 9:52

### Sida B
1. "My Room (Waiting for Wonderland)" - 8:02
2. "Childlike Faith in Childhood's End" – 12:24